# The Life and Suffering of Sir Brante
The Life and Suffering of Sir Brante és un videojoc de rol desenvolupat per Sever i publicat per 101XP el 2021. Es un videojoc no lineal on les decisions del jugador canviaran el transcurs de la història.

## Jugabilitat
Els jugadors prenen control de la vida de Sir Brante, un plebeu nascut en un regne feudal fictici, des del seu naixement fins a la seva mort. Això es fa de manera similar als "llibres jocs" clàssics d'estil "Tria la teva aventura". Les decisions dels jugadors contribueixen als canvis en les estadístiques i les relacions, cosa que pot afectar les opcions disponibles en situacions posteriors i el final que reben.

## Desenvolupament
El desenvolupador Sever té la seu a Tomsk, Rússia. 101XP va publicar The Life and Suffering of Sir Brante per a Windows el 4 de març de 2021 i per a Xbox One i PlayStation 4 el 10 de febrer de 2022.

## Recepció
The Life and Suffering of Sir Brante va rebre crítiques positives a Metacritic . RPGFan va trobar un error de programari durant la seva partida que va arruïnar el final. No obstant això, van dir que fins a aquell moment va agradar als editors per la seva escriptura i jugabilitat. The Games Machine va dir que, quan es va jutjar com a aventura conversacional, era excel·lent. Tot i que no té traducció a l'alemany, Gameswelt va elogiar els aspectes d'escriptura i joc de rol.